# Васильсурск
Васильсу́рск (в разговорной речи — Васи́ль) — рабочий посёлок (посёлок городского типа) в Нижегородской области России. Входит в Воротынский район в рамках административно-территориального устройства и в городской округ Воротынский в рамках муниципального устройства.
Пристань на Волге (Чебоксарское водохранилище), при впадении реки Сура. Климатический курорт.
Находится в 152 км к востоку от Нижнего Новгорода.
Входит в перечень исторических городов России.
Вблизи посёлка находятся установки многофункционального радиокомплекса «Сура».

## Географическое положение
Васильсурск расположен на самой границе Нижегородской области с Республикой Марий Эл на правом берегу реки Волги при впадении в неё реки Суры. За красивый пейзаж эти места назвали Волжской Швейцарией. В посёлке и его окрестностях много достопримечательностей. Дубовая Петровская роща, по преданию посаженная ещё Петром I, священные марийские рощи Цепельская с Супротивным ключом и Арпынгель, в которой можно найти растения, занесённые в Красную книгу, такие как лунник оживающий (Lunaria rediviva).

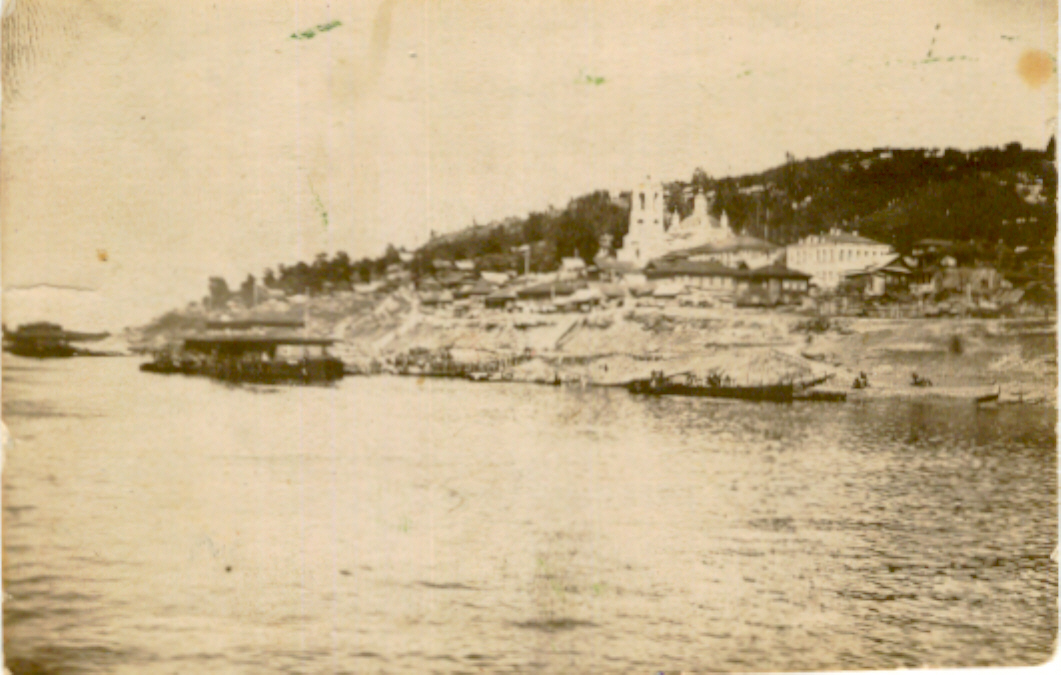
Старый Васильсурск в начале XX века. Вид с Волги

## История

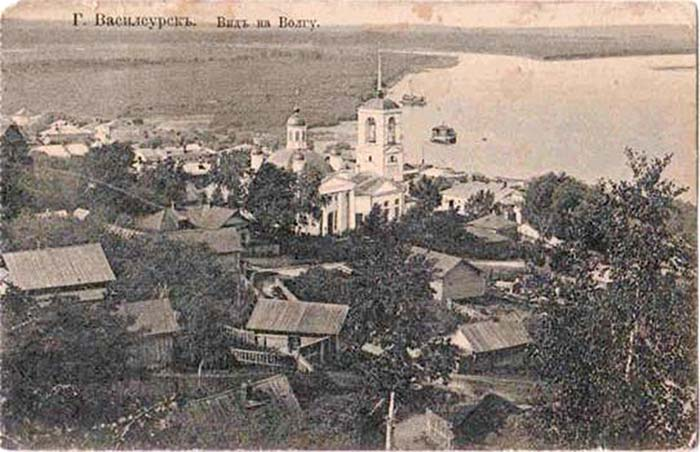
Старый Васильсурск. Вид на Волгу

По одной из версий, на месте Васильсурска находился город волжских булгар Бряхимов, который завоевал князь Андрей Боголюбский в 1164 году. Краевед Николай Оглоблин высказывал также предположение, что на вершине холма, нависающего над Васильсурском, некогда находился марийский город Цепель либо резиденция марийского князя по имени Цепель, однако это маловероятно, поскольку само слово «цепе́ль» русского происхождения, а предания о Цепели были распространены только среди русских жителей.
В 1521 году казанский хан, объединившись с крымским ханом, напал на Русское государство. На следующий год нападение повторилось. В ответ летом 1523 года государь Василий III организовал большой военный поход на Казанское ханство. Оставшись в Нижнем Новгороде со своими сыновьями, он отправил далее своих полководцев: воеводу Василия Васильевича Немого и князя Бориса Горбатого из рода князей Шуйских. Первый передвигался на барках по Волге, а второй по правому берегу Волги. По повелению государя для защиты русских земель они возвели в устье реки Суры, по которой в то время проходила граница двух государств, деревянную крепость, получившую во имя Великого князя название Васильгород. Софийская вторая летопись сохранила дату основания города — 1 сентября 1523 года.

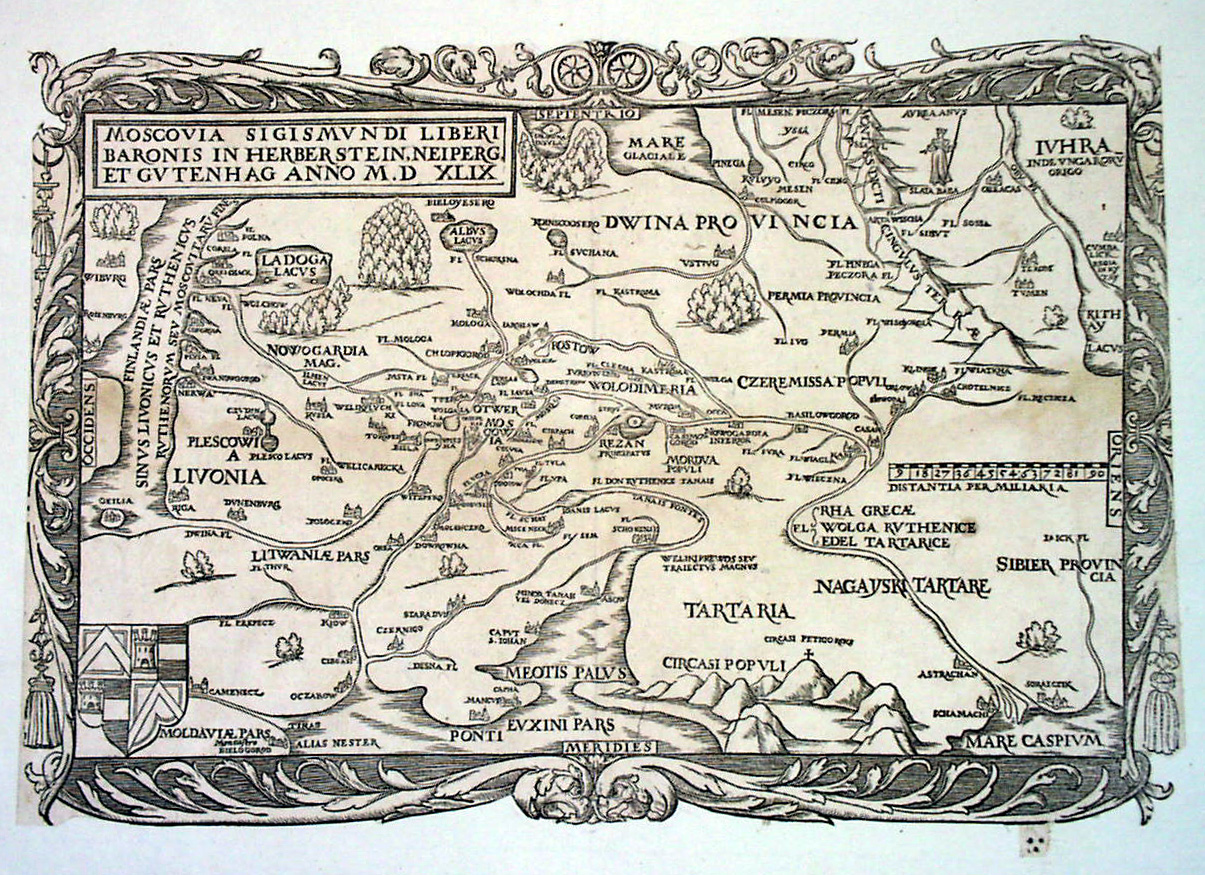
Basilowgorod на карте Московии, опубликованной Сигизмундом фон Герберштейном в (1549 г.)

В 1524 году в Васильгороде была открыта постоянная ярмарка, которая впоследствии была переведена в Макарьево, а в 1817 — в Нижний Новгород.
Карамзин:
В 1536 году, в ночь на Рождество, казанцы внезапно напали на Нижегородское княжество, разграбили Поволжье, особенно же селения вокруг Нижнего Новгорода. Васильсурск при этом нападении был первым станом, куда высадилась неприятельская казанская рать.
Второе нападение Васильсурску пришлось испытать в 1539 году, когда казанцы два года непрестанно злодействовали в областях Нижнего Новгорода, Балахны и других.
С покорением Казани, в 1552 году, все бедствия города, причиняемые опустошительными набегами казанцев, прекратились; впрочем, вместе с этим существование города Васильгорода лишилось всякой важности. Значение пограничного форпоста он потерял ещё в 1550 году, когда почти у ворот Казани был основан город Свияжск.
В 1779 Васильгород был возведён в ранг уездного города и получил имя Васи́ль, а 16 августа 1781 года был утверждён герб города. Васильсурск отразили в своём путешествии художники братья Чернецовы:
5 августа 1838 года. Против Василь-Сурска у левого берега остановились, чтобы снять вид его… Местоположение Василь-Сурска имеет некоторое сходство с нижегородским. Позади города находится гора, при подошве и по скату которой расположены дома жителей, большей частью деревянные. Прекрасная гора и впадающая в Волгу река Сура делают Василь-Сурск живописным.
В 1927 году было проведено новое административно-территориальное деление с учётом создающихся автономных национальных образований, в результате чего были образованы районы. Васильсурск стал посёлком в Воротынском районе Нижегородской области.
В начале 1930-х годов богослужения в васильсурских православных храмах были прекращены. Впоследствии было принято решение по ликвидации религиозных сооружений в посёлке.

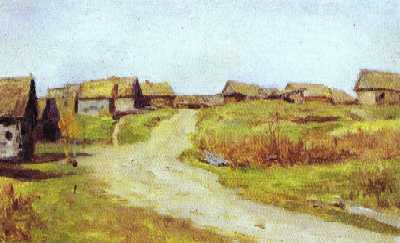
Исаак Левитан, Деревня около Васильсурска

В годы Великой Отечественной войны посёлок был переполнен эвакуированными, сюда были переведены госпитали, в которые с фронта постоянно поступали раненые. Также здесь находилась в эвакуации балетная школа Большого театра, вывезенная из Москвы на пароходе Николаем Тарасовым и разместившаяся в клубе водников. Ученики, среди которых были Раиса Стручкова, Александр Лапаури, Виолетта Бовт, Мира Редина, сами оборудовали балетные классы, мальчики заготавливали дрова — несмотря на то, что самым старшим из них было 15 лет. Кроме учёбы, дети давали концерты в госпиталях и на предприятиях. Балетмейстер Касьян Голейзовский, также эвакуированный в Васильсурск, подготовил здесь с ними премьеру балета «Сон Дремович».
Многие жители посёлка сражались на фронтах Великой Отечественной войны. Двое уроженцев посёлка, Николай Массонов и Василий Морозов, были удостоены звания Героя Советского Союза. Этого звания был также удостоен живший и работавший в посёлке Семён Петров. Уроженец посёлка генерал-майор Василий Прохоров в 1941 году попал в нацистский концентрационный лагерь, но и в плену продолжал бороться.

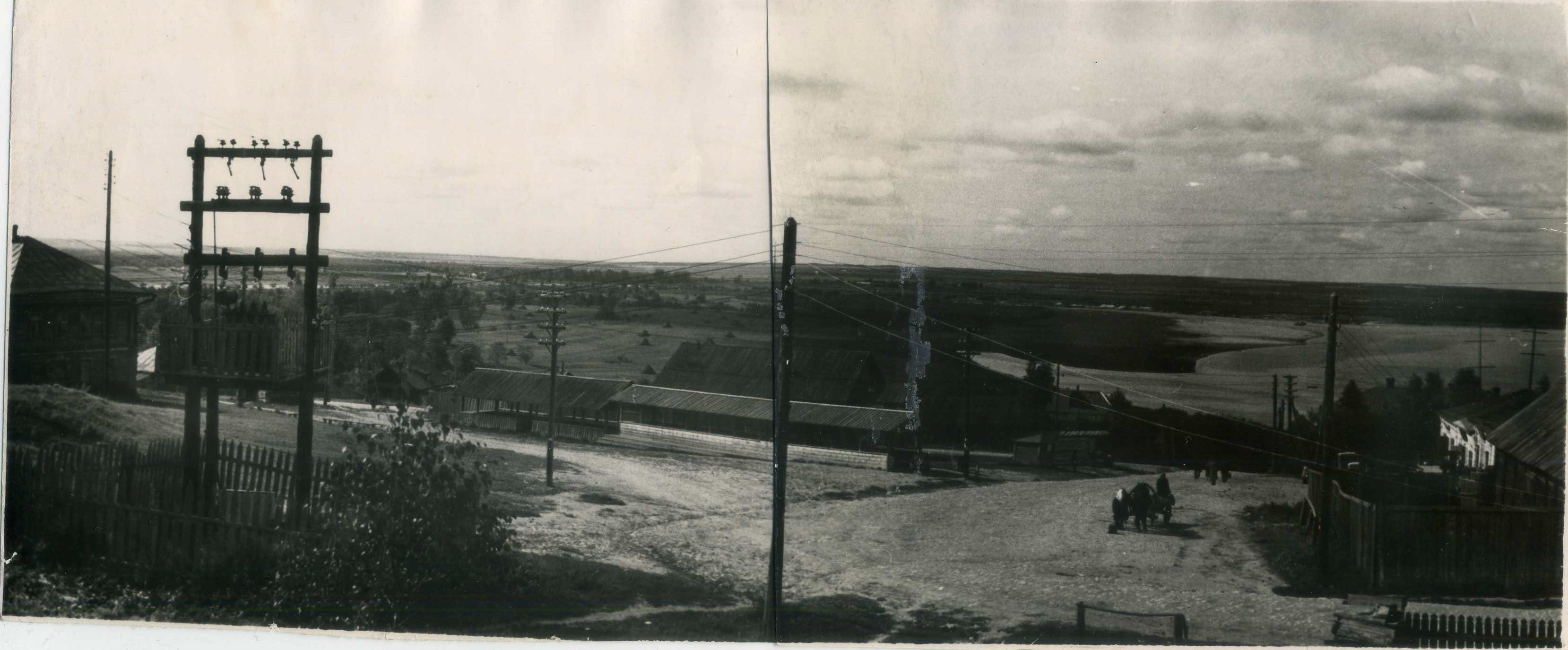
Базарная площадь Васильсурска в 1969 году

В 1979 году Васильсурск сильно пострадал от оползня, который унёс в реку несколько улиц исторической части города у подножья горы.
За время существования Васильсурска здесь родились такие известные личности, как академик Лев Овсянников, член-корреспондент Императорской Академии наук Мемнон Петровский, профессор Константин Голстунский, архиепископ Тверской, священномученик Фаддей (Успенский), Герой Социалистического Труда Авенир Атласкин.
В разные годы в Васильсурске работали художники Исаак Левитан, Иван Шишкин, Николай Ромадин, Владимир Паталаха, отдыхал писатель Максим Горький. Александр Радищев по возвращении из сибирской ссылки проводил обследование остатков Васильсурской крепости. Владимир Вернадский в студенческие годы по поручению профессора Василия Докучаева проводил исследования почв Васильсурского уезда.

## Население
| 1959  | 1970  | 1979  | 1989  | 2002  | 2008  | 2009  |
| ----- | ----- | ----- | ----- | ----- | ----- | ----- |
| 5894  | ↘3614 | ↘2771 | ↘1871 | ↘1329 | ↘1193 | ↘1189 |
| 2010  | 2011  | 2012  | 2013  | 2014  | 2015  | 2016  |
| ↘1068 | ↘1065 | ↗1139 | ↗1179 | ↗1239 | ↘1153 | ↘1117 |
| 2017  | 2018  | 2019  | 2020  | 2021  |       |       |
| ↘1051 | ↘1038 | ↘1028 | ↘997  | ↘676  |       |       |

## Описание герба города

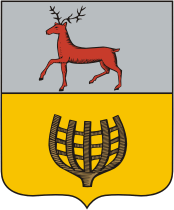
Исторический герб Васильсурска (1781)

В верхней части щита — герб Нижегородский. В нижней — основание корабельной кормы в знак того, что в окрестностях сего города лучшие корабельные леса заготовляются. Герб был утверждён 16 августа 1781.

## Транспорт
Городского и междугородного транспорта в Васильсурске нет.
Действует паромная переправа с посёлком Лысая Гора. Перевозка пассажиров и автомобилей осуществляется паромом СП-39.
В зимний сезон действует перевозка пассажиров через Суру судном на воздушной подушке. Начиная с зимы 2018—2019 годов судно на воздушной подушке прекратило обслуживание посёлка.

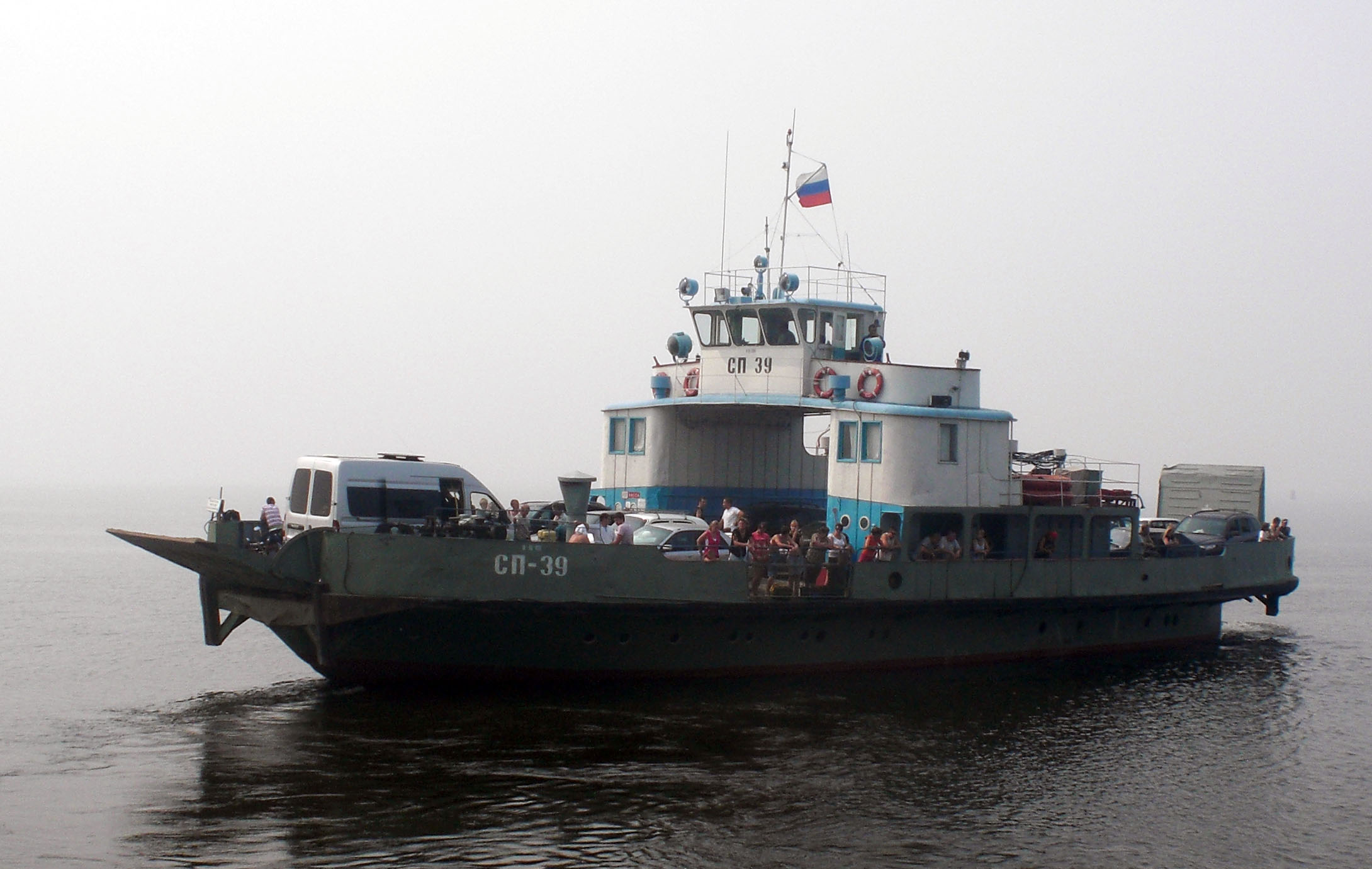
Васильсурский паром
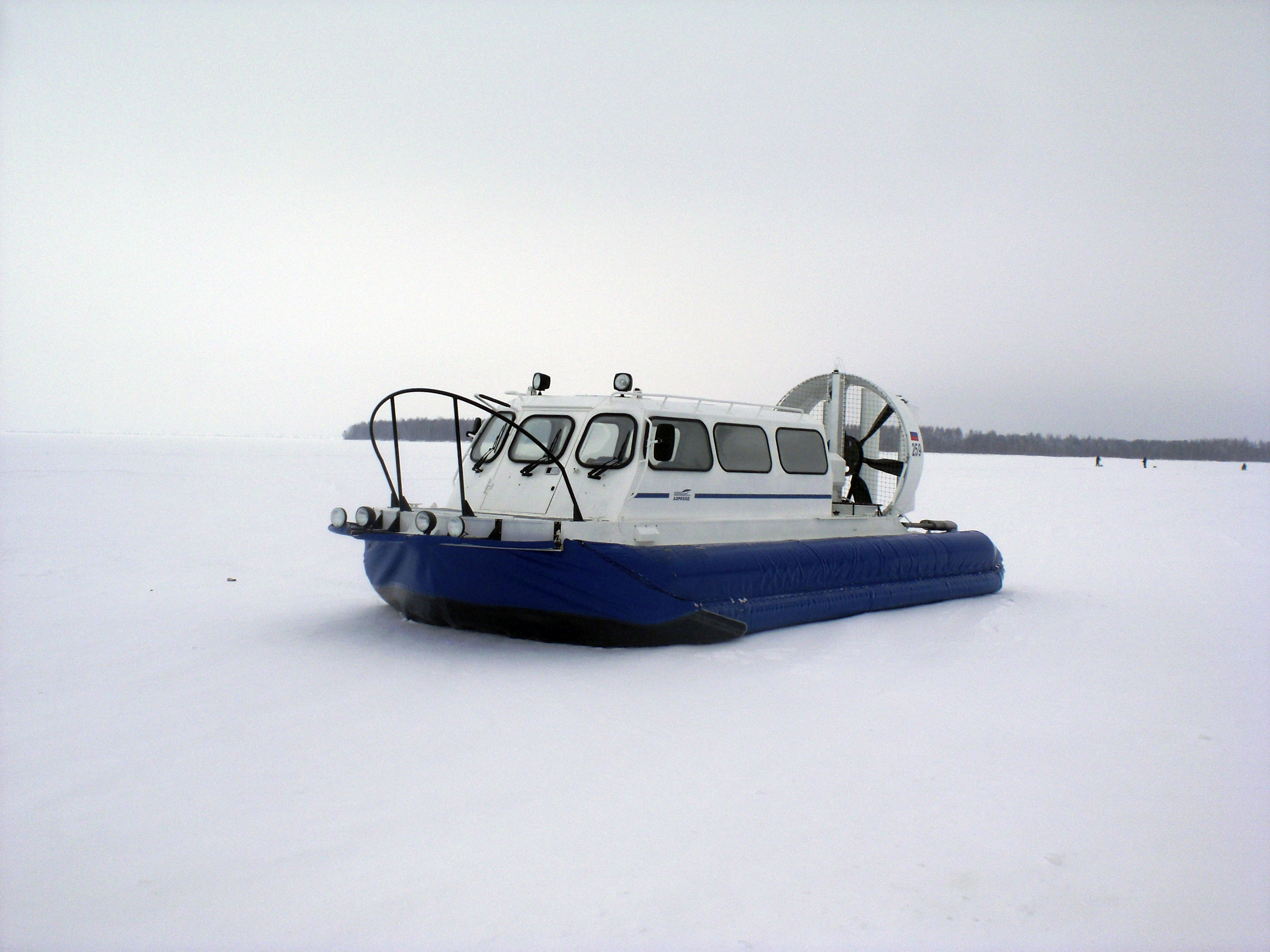
Аэроход «Хивус-10» около Васильсурска

## Административное устройство
В пределы городского поселения входят:
- пгт Васильсурск,
- слобода Хмелёвка.